# Professionsbachelor i maritim og maskinteknisk ledelse og drift
En professionsbachelor i maritim og maskinteknisk ledelse og drift (til daglig kaldet en maskinmester) er en person med en mellemlang videregående professionsbacheloruddannelse. Den engelske betegnelse er Bachelor of Technology Management and Marine Engineering. (BTecMan & MarEng)
Stort set enhver større virksomhed, der anvender tekniske anlæg eller arbejder med teknisk udvikling, har brug for maskinmestre. I dag får ca. 90 procent af alle maskinmestre i dag job på land.

## Stillingsmuligheder og ansættelsessteder
Typiske stillinger for en maskinmester er:
- Sejlende maskinmester
- Maskinchef
- Vagtchef
- Driftmester
- Vedligeholdelseschef
- Projektleder
- Sektionsleder
- Commission Engineer
- Salgsingeniør
- Energikonsulent

Typiske ansættelsessteder:
- Søfarten
- Offshorebranchen
- Kraftværker
- Fjernvarmebranchen
- Renseanlæg
- Landbaseret Aquakultur
- Vedligeholdsafdelinger i industrien

## Uddannelsen
Maskinmesteruddannelsen er ifølge Maskinmesterforeningen og flere af uddannelsesstederne "den bredeste tekniske uddannelse i Danmark." Den spænder fra maskinteknik over el-teknik og automation til erhvervsjura og arbejdspsykologi. Selv om uddannelsen har rod i søfarten, giver den særdeles gode muligheder på land. Du kan enten læse til maskinmester med de maritime fag, så du kan komme ud at sejle, eller specialisere dig i fag, der er rettet mod jobs på land.
Undervisningen omfatter fag som:
- Informationsteknologi
- Driftsøkonomi
- Metodelære
- Elektriske og elektroniske maskiner
- Anlæg og udstyr
- Termiske maskiner og anlæg
- Procesanalyse og automation
- Materiale- og styrkelære
- Management

Lidt under 10 procent af uddannelsen består af valgmoduler, såsom:
- SRO
- Alternativ energi
- CE-mærkning
- Dokumentation
- Projektledelse
- Salgsteknik
- og meget mere

Der findes maskinmesterskoler i Fredericia, København, Frederikshavn, Thisted, Århus, Esbjerg og Svendborg. Sidstnævnte uddanner udover maskinmestre også duale skibsofficerer og navigatører. På Aarhus Maskinmesterskole kan du desuden læse uddannelse via fjernundervisning.

## Eksterne links
- Maskinmestrenes Forening
- Uddannelsen
- Maritime & Polytechnic University College
- SIMAC (Svendborg International Maritime Academy)

- Fredericia Maskinmesterskole
- Aarhus Maskinmesterskole
- Maskinmesterskolen København